# Institución cultural

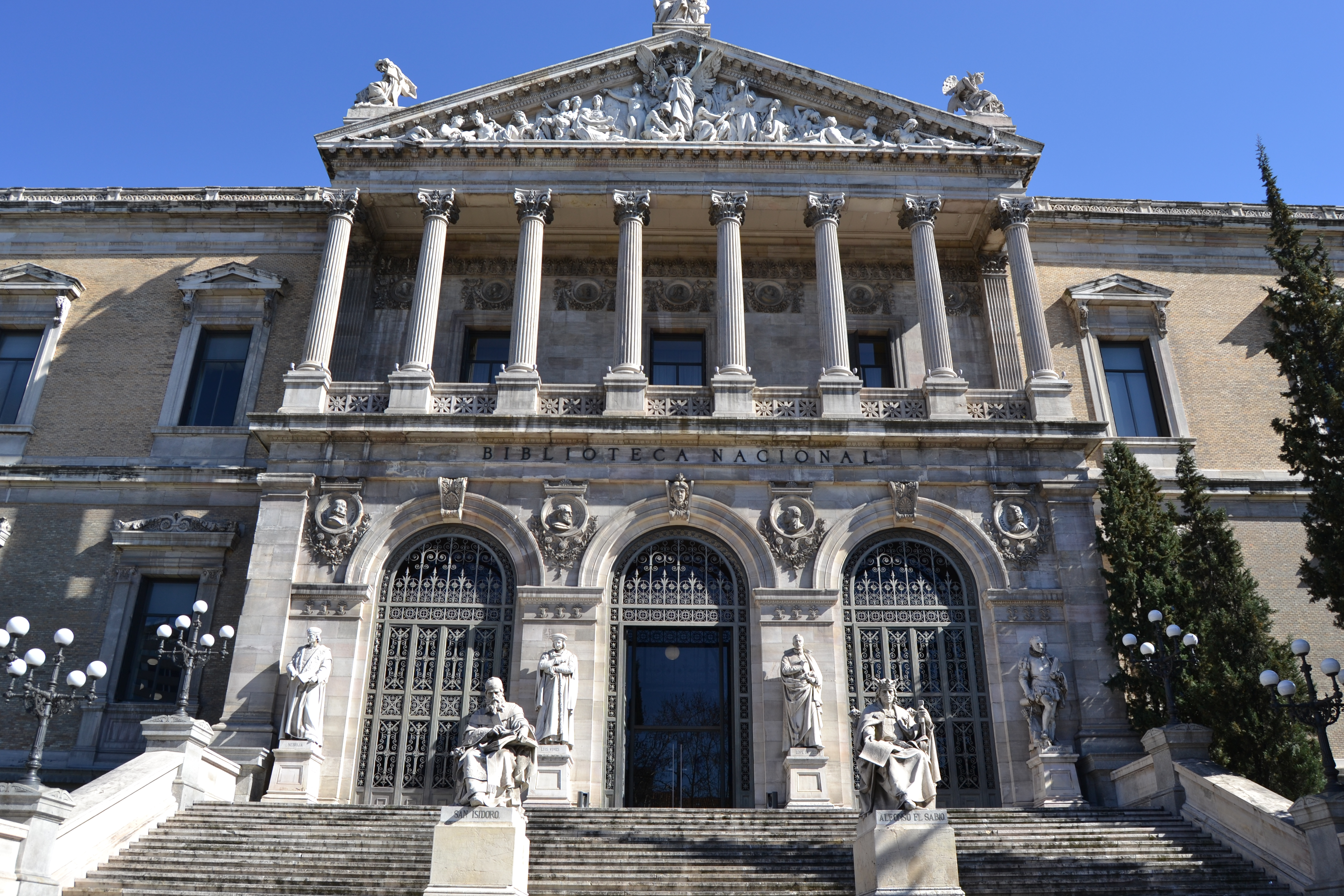
Palacio de Biblioteca y Museos Nacionales, Madrid. Las primeras instituciones que llevaron estos nombres, la Bibliotheka y el Museion de Alejandría, fueron los precedentes helenísticos cuyos nombres quisieron emular las instituciones culturales occidentales modernas (Museos Vaticanos, British Museum, Musée du Louvre, Museo del Prado, etc.)

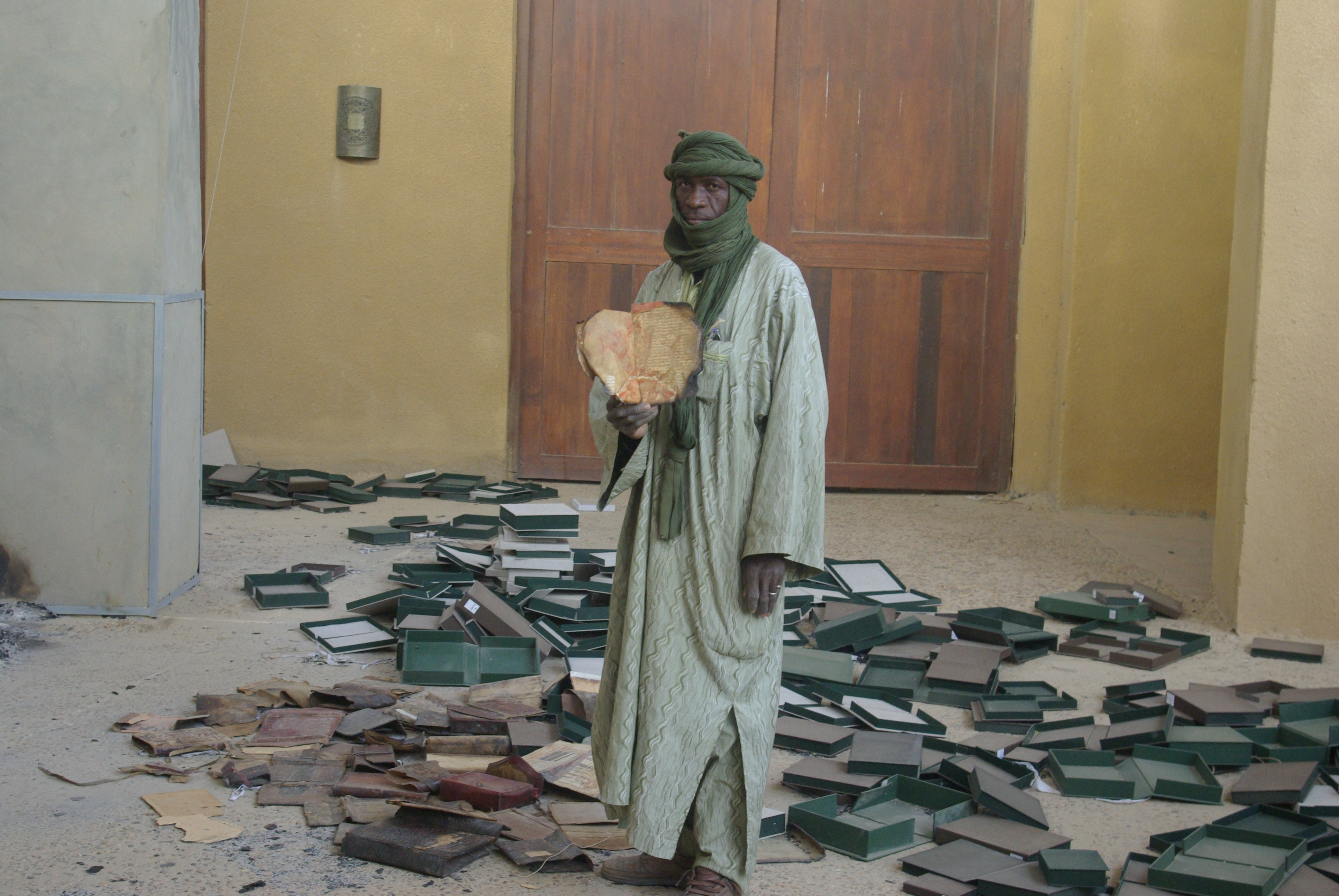
Recuperación de los manuscritos de Tombuctú tras la destrucción de la institución que los conservaba por el grupo terrorista Ansar Dine en 2012.

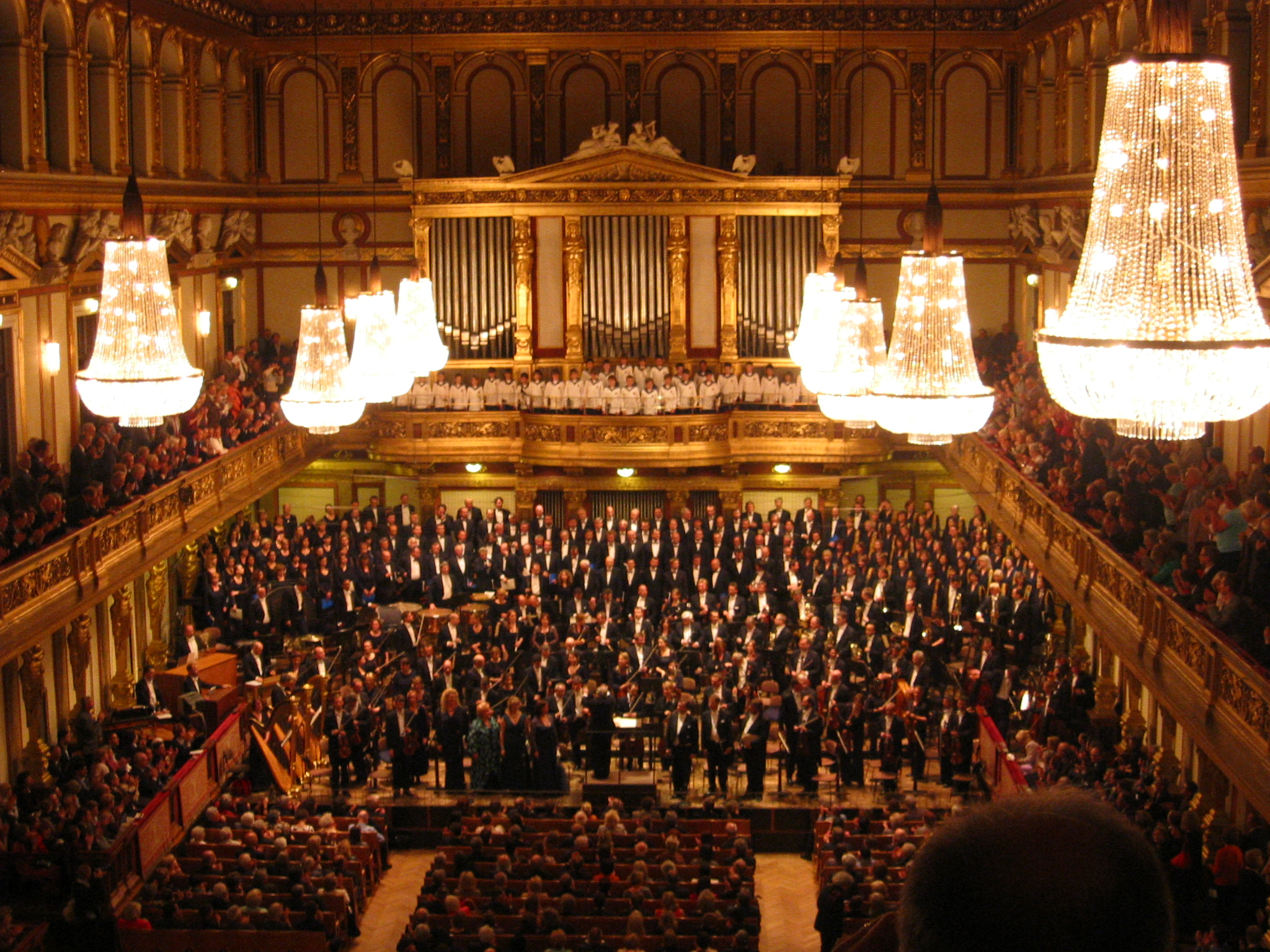
Los Wiener Sängerknaben ("niños cantores de Viena"), el Philharmonischer Chor ("coro filarmónico") y la Staatskapelle Berlin ("capilla del Estado de Berlín") en la sala de conciertos de la Wiener Musikverein ("asociación musical de Viena").

Institución cultural es la institución dentro de una cultura o subcultura cuya función es la preservación o la promoción de la cultura y el mundo del arte. El concepto  comporta una notable dimensión histórica, no solo porque cada institución cultural tiene su propia historia, sino también porque la mayor parte de ellas están ligadas a la preservación y divulgación de la historia nacional, regional o local. Las instituciones culturales son elementos de una cultura considerados importantes, o valorados por sus miembros por sus valores identitarios.
La expresión se usa especialmente para designar a organizaciones sin ánimo de lucro (públicas o privadas, como las fundaciones), pero ese rango de significados puede ser muy amplio. Pueden tener dimensión supraestatal (especialmente, la UNESCO, que es la agencia de las Naciones Unidas en este ámbito), estatal (en la mayor parte de los países hay un Ministerio de Cultura o entidad semejante), subestatal ("consejería de cultura" en las comunidades autónomas de España) o local (en muchos ayuntamientos hay una "concejalía de cultura"). Frecuentemente coinciden en sus fines y colaboran con las instituciones educativas.
Ejemplos de instituciones culturales en la sociedad moderna son los museos y galerías de arte, la mayor parte de los monumentos (como templos y palacios, más allá de la función inicial para la que se crearon, muchos de ellos resignificados), las bibliotecas, los archivos, las filmotecas, los teatros y todo tipo de locales de espectáculos (salas de conciertos, teatros de ópera, de ballet, de teatro musical, etc.), muchos clubes sociales (ateneos, liceos, casinos, clubes de lectura, clubes deportivos, excursionistas, conservacionistas o de preservación del patrimonio histórico, del paisaje urbano, rural o natural, de recreaciones históricas, del folclore, de la gastronomía) y otras de discutido ámbito, como las vinculadas a la tauromaquia, a la caza, etc.

## Proceso de institucionalización
La relación entre una actividad y una autoridad pública es lo que forma el núcleo del fenómeno de la institucionalización, entendida como una legitimación y perennización de la institución, que asegura su actividad al considerarla de interés general. Se encuentra desde hace siglos en todos los dominios del arte y la cultura, incluyendo las enseñanzas artísticas.
En el arte lírico por ejemplo, la actual ópera de Estado Staatsoper Unter den Linden de Berlín (bajo dirección musical de Daniel Barenboïm) está en filiación directa con la ópera real de la corte de Prusia Königliche Hofoper fundada en el siglo XVII, que en el siglo siguiente obtuvo de Federico II el Grande la edificación de un gran teatro (1742).
Aunque sean fruto de la iniciativa privada (tanto comercial como no lucrativa), ciertas organizaciones pueden considerarse como instituciones culturales al igual que las públicas, sobre todo si tienen las características de estabilidad, perennidad y reconocimiento de su papel en un contexto cultural, que les hacen no ser indiferentes a las autoridades públicas y a los proyectos de mecenazgo y filantropía. Así, por ejemplo el Metropolitan Museum of Art (Nueva York), aunque sus recursos públicos directos en forma de subvenciones son marginales, presenta las principales características de una institución cultural. Lo mismo ocurre con L'Olympia (París), la Fondation Maeght (Saint-Paul de Vence) o la abadía de Fontfroide (Narbona), verdaderas instituciones por el reconocimiento de su actividad en la vida cultural, sea considerada internacional, nacional, regional o localmente.

## Desarrollo de las instituciones culturales
Una parte de las instituciones culturales nacen en una dinámica descendiente (la initiativa viene de arriba), como fue el caso del Musée du quai Branly (París), iniciativa de Jacques Chirac, que quería con ello conmemorar su primer septenato como presidente de la República.
Otra parte de las instituciones culturales nacen de una iniciativa "de abajo", por ejemplo impulsadas por actores influyentes de la sociedad local, muy a menudo por los cargos municipales. En Francia, el reconocimiento por una o varias autoridades públicas (que se convierten en socios en una financiación cruzada) es un dispositivo inevitable en la formación de una institución cultural, de la que esta obtiene su visibilidad, su estabilidad y su reconocimiento.
En Estados Unidos se conmemora a los presidentes salientes con las bibliotecas presidenciales.

## Evolución de las instituciones culturales. Caso francés
En el siglo XXI han surgido dos tendencias en el desarrollo de las instituciones culturales: el mecenazgo de empresas y las estructuras jurídicas específicas. Las grandes empresas encuentran en las instituciones culturales la estabilidad, el nivel de calidad de oferta cultural y el prestigio necesario para su estrategia de comunicación.
La creación de un tipo de estructura jurídica específica (denominada en Francia établissement public de coopération culturelle -EPCC- desde 2002) concierne cada vez más a instituciones culturales locales o regionales francesas: en espectáculos (como Metz En Scènes), en monumentos y lugares históricos (Pont du Gard) y las enseñanzas artísticas  (École supérieure d'art de Clermont Métropole - ESACM). Gracias e este tipo de estructura jurídica una institución cultural se asegura su estabilidad mediante la cooperación entre varias colectividades públicas, su gestón puede ser de carácter administrativo o de carácter industrial y comercial.

### La descentralización teatral
La descentralización teatral (décentralisation théâtrale) es una política cultural francesa, iniciada bajo la Cuarta República francesa, para desarrollar la producción y difusión teatral en las regiones.

## Galería

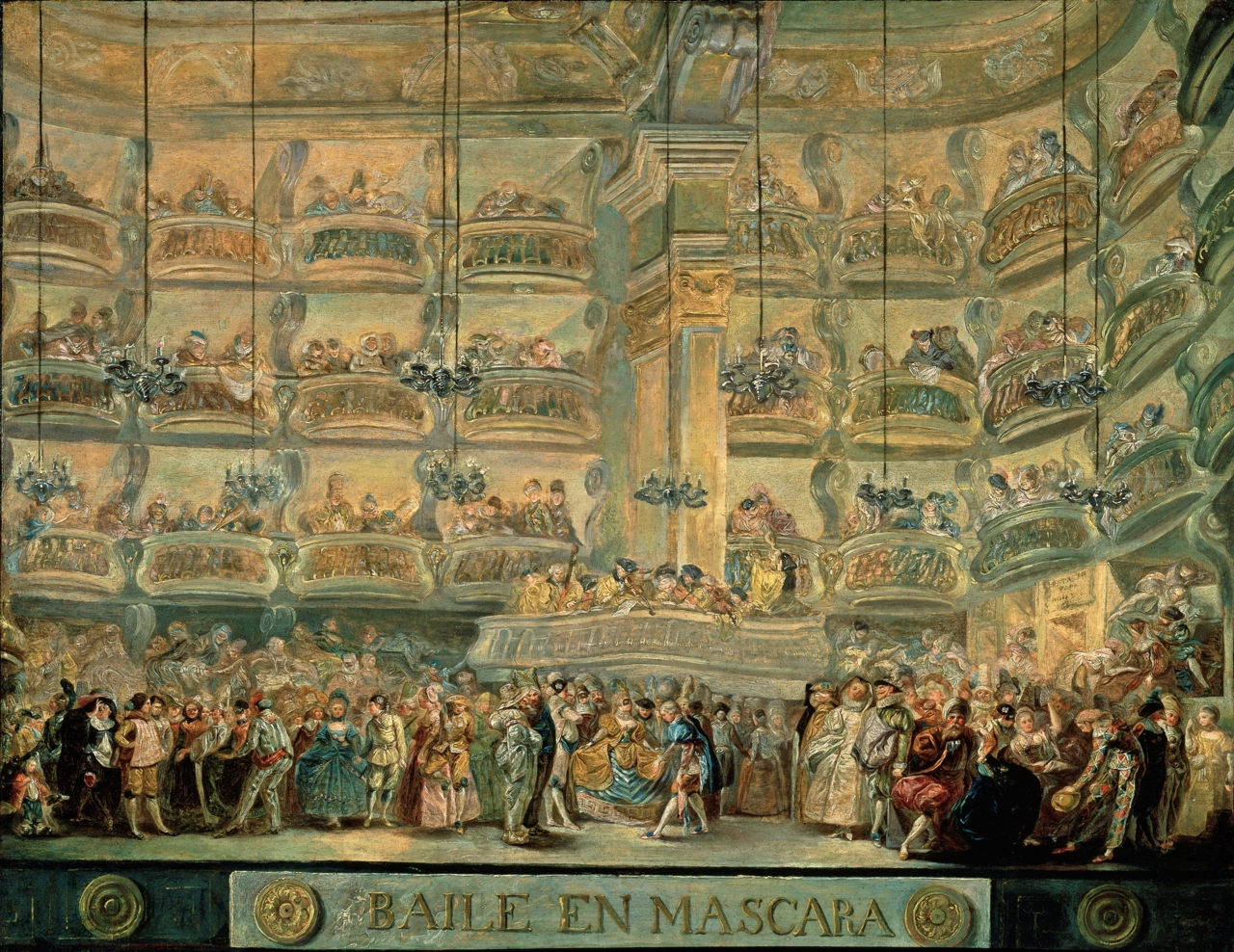
Baile en máscara, de Luis Paret, 1767. Representa una de las iniciativas ilustradas para el fomento de manifestaciones culturales de trascendencia social.
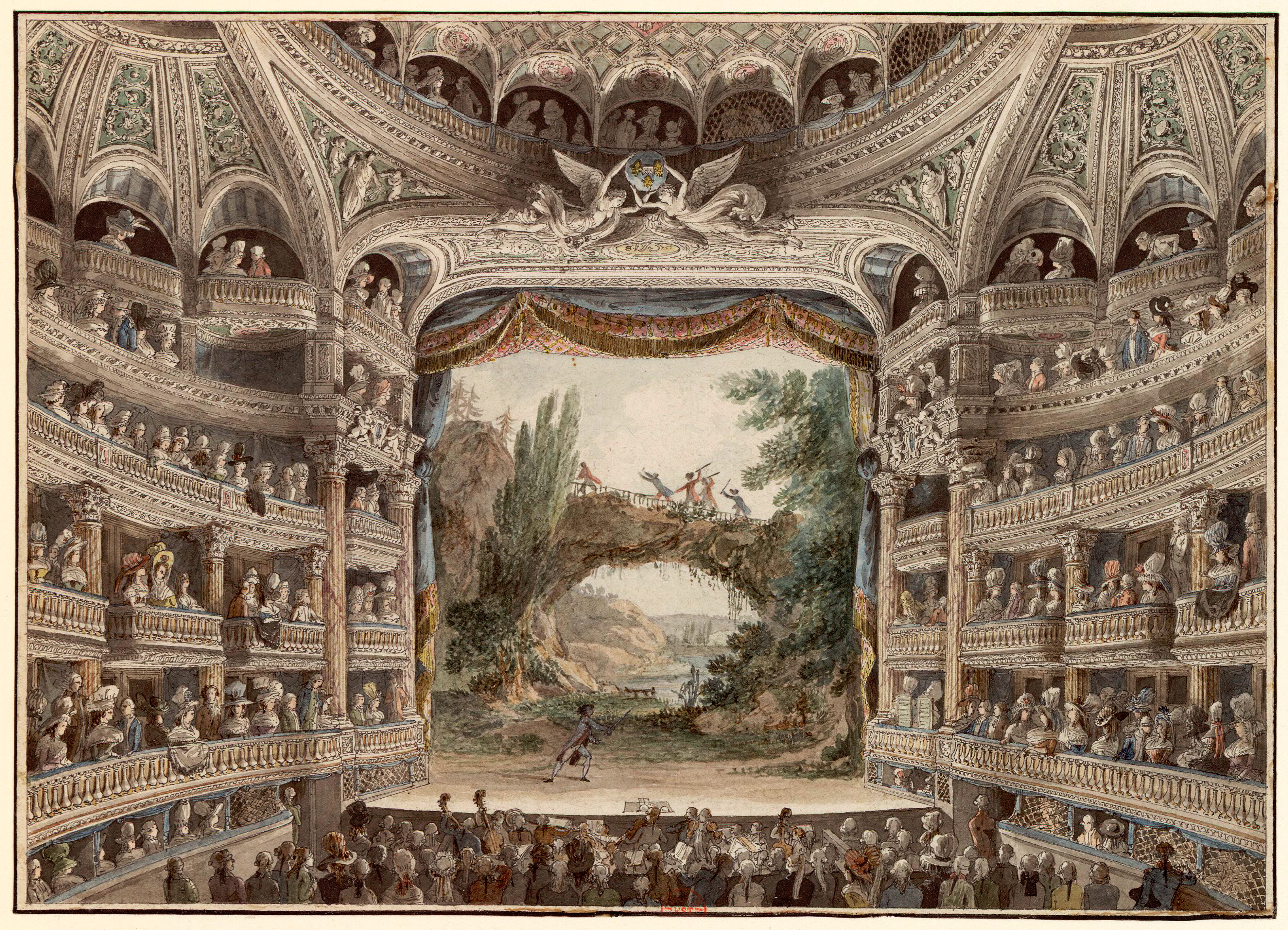
La Comedie-Francaise en 1790.
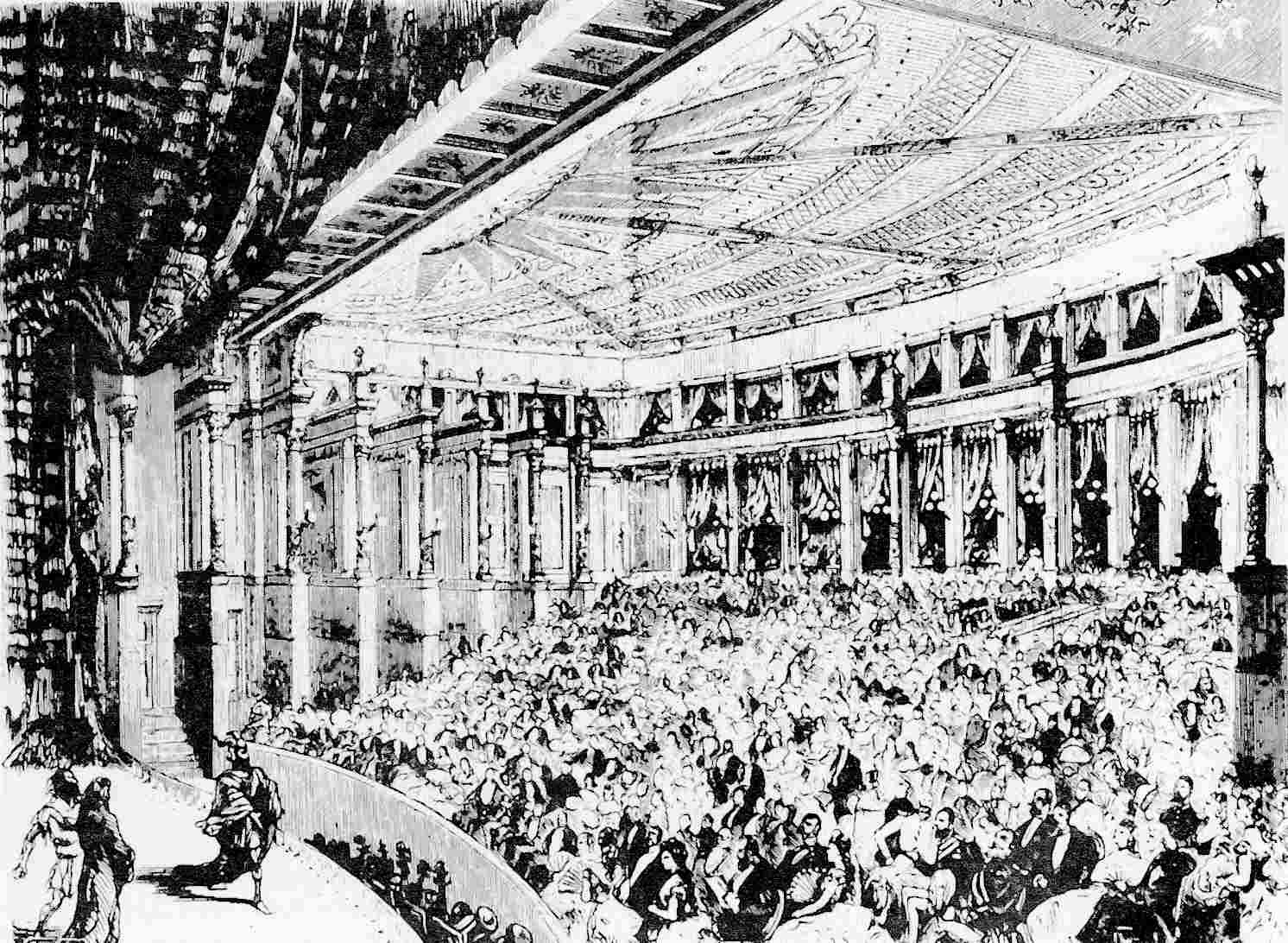
Estreno de El oro del Rin en festival de Bayreuth de 1876.
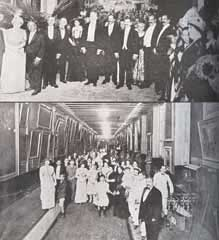
Inauguración en 1913 del MNBA (La Habana).
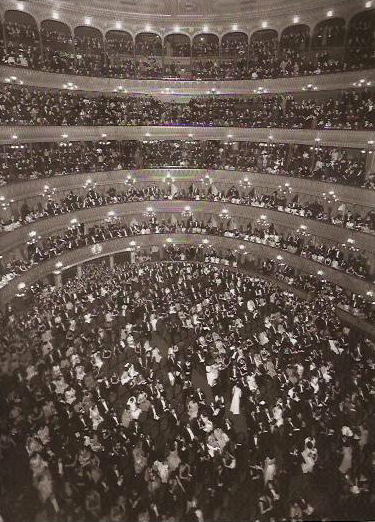
Función de gala de 1935 en el Teatro Colón (Buenos Aires).
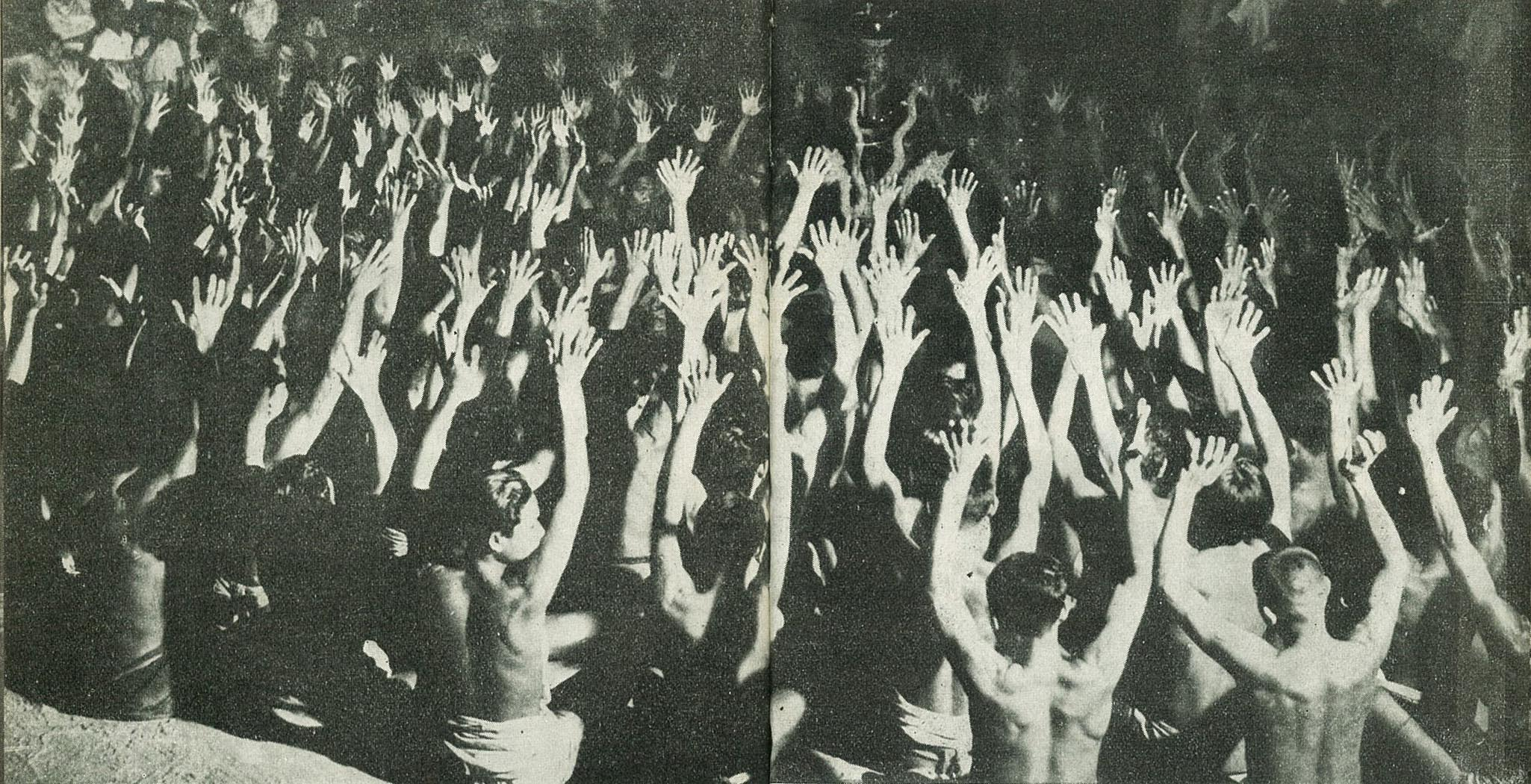
Representación en 1957 de una danza kechak (Bali).
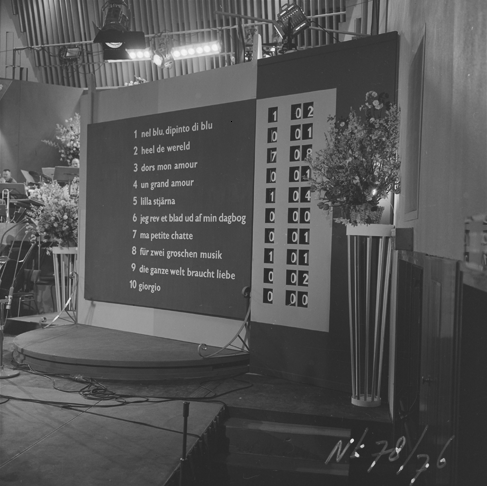
Tablero de puntuaciones del Festival de Eurovisión de 1958.
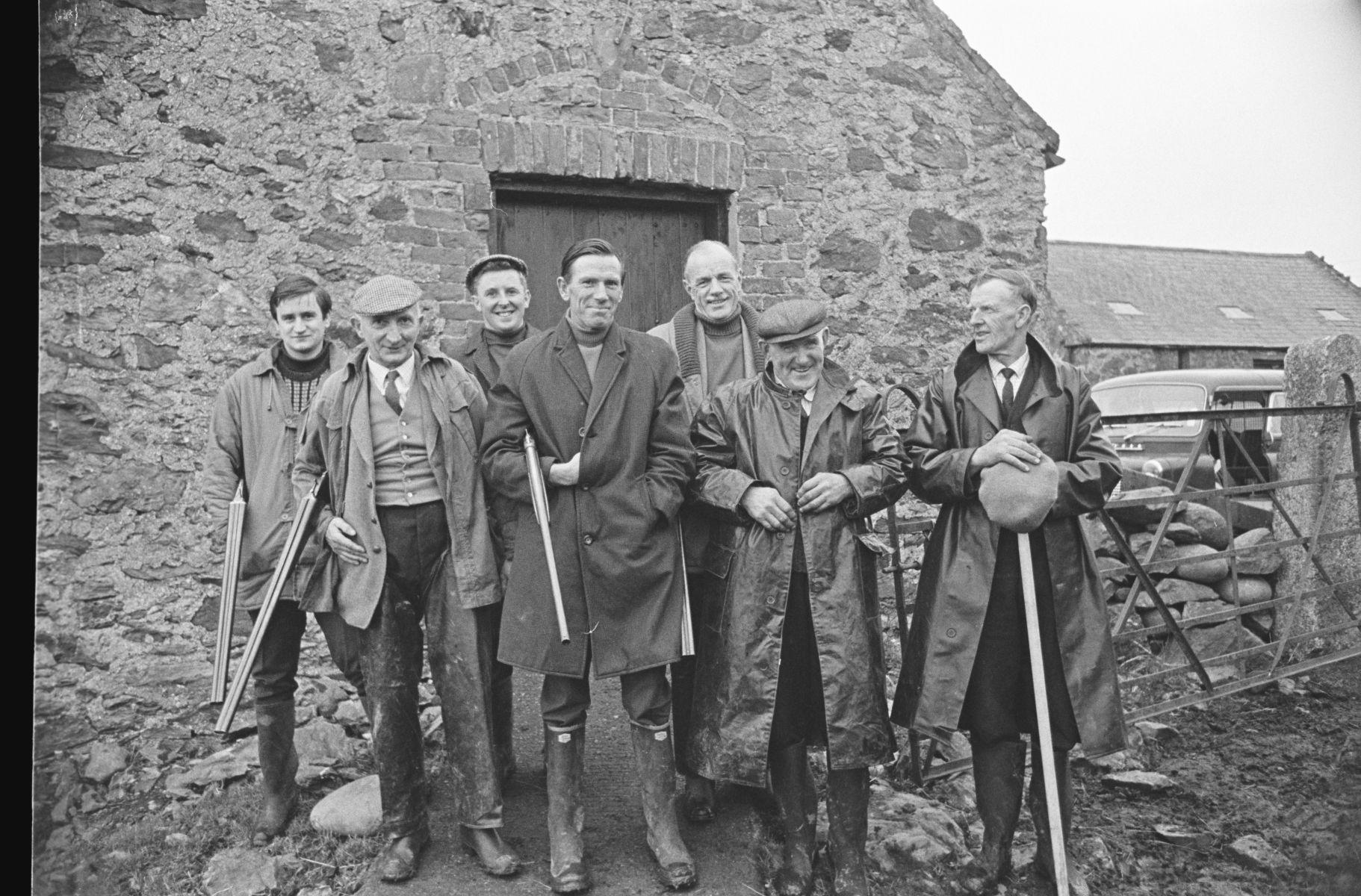
Cazadores de zorro (Anglesey, 1968).
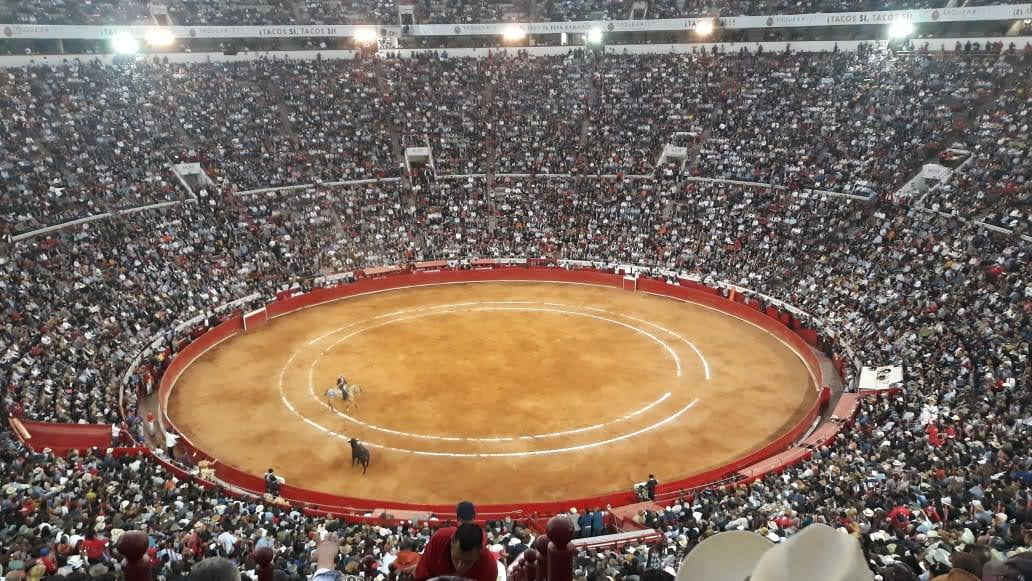
Plaza de toros Monumental de México.
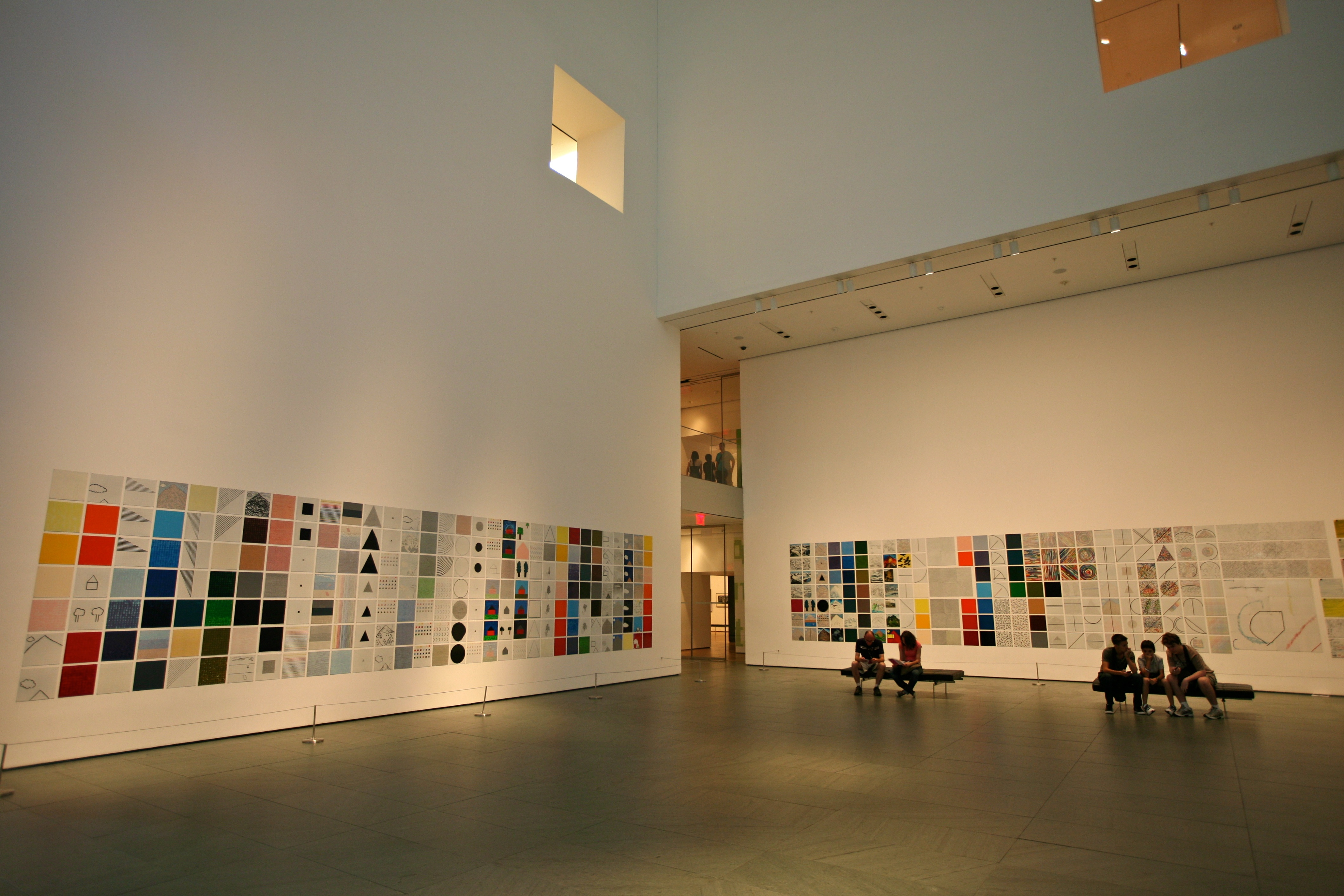
Interior del MoMA (Nueva York).
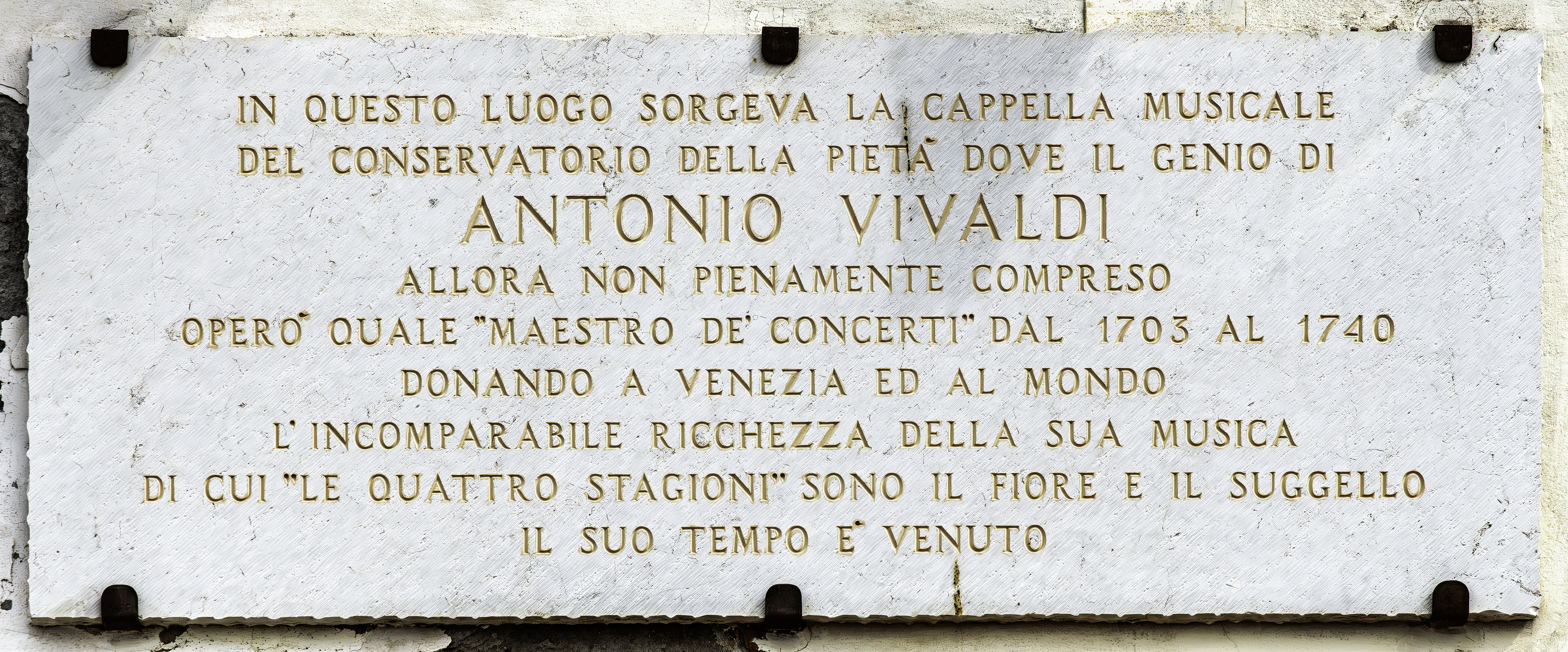
Placa conmemorativa de la presencia de Vivaldi en el Conservatorio della Pietà (Venecia).
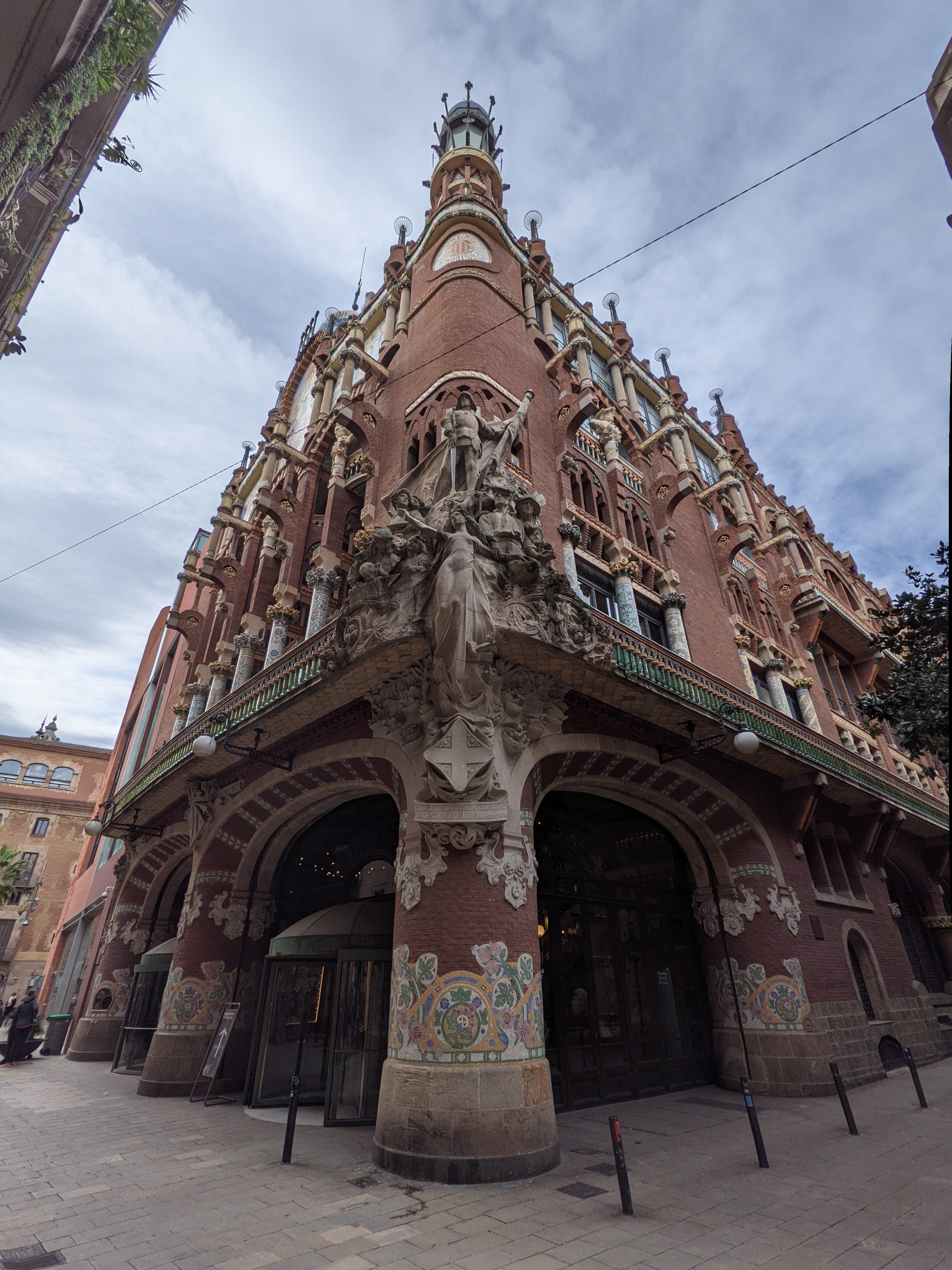
Palacio de la Música Catalana (Barcelona).
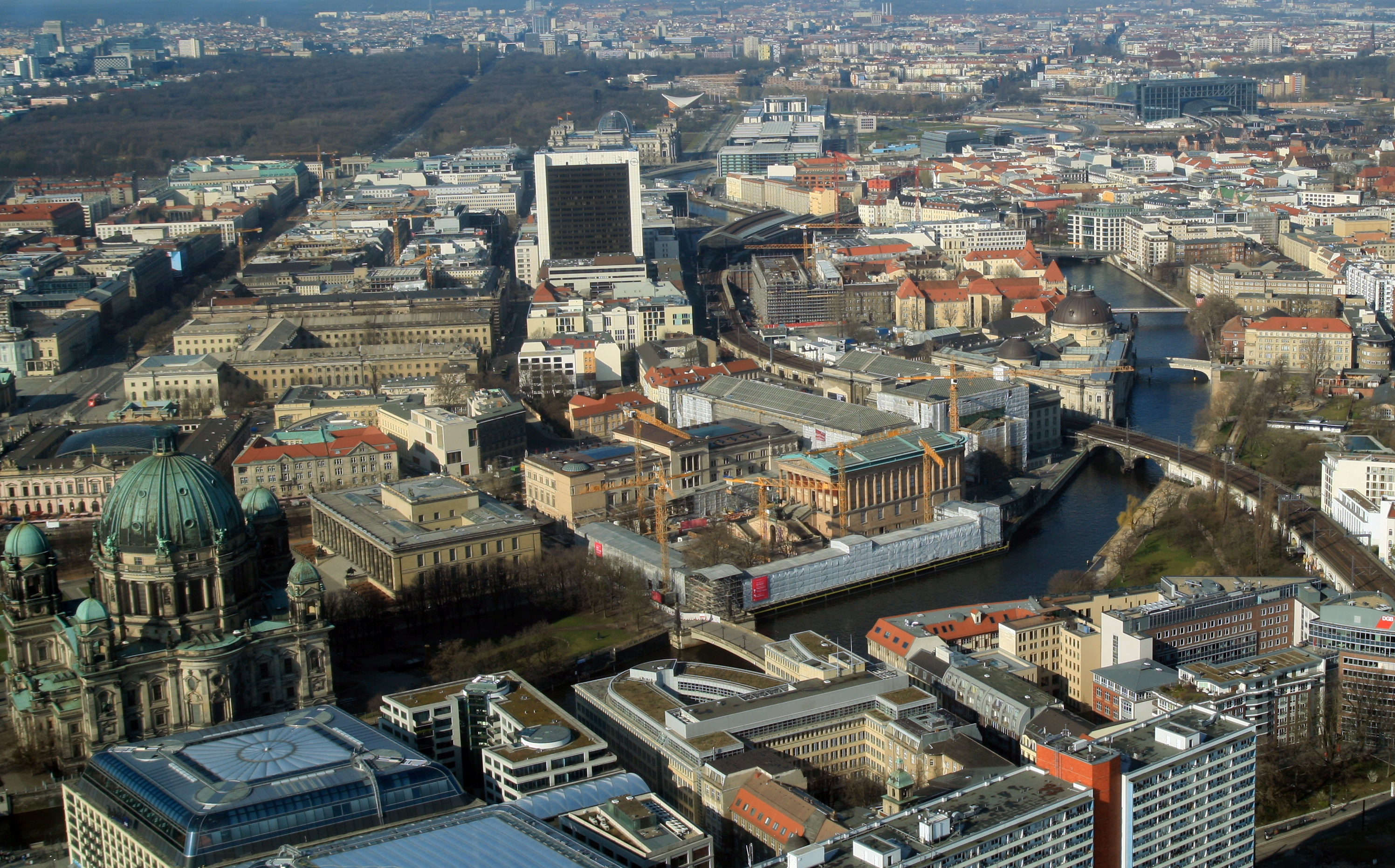
Isla de los Museos, Berlín.
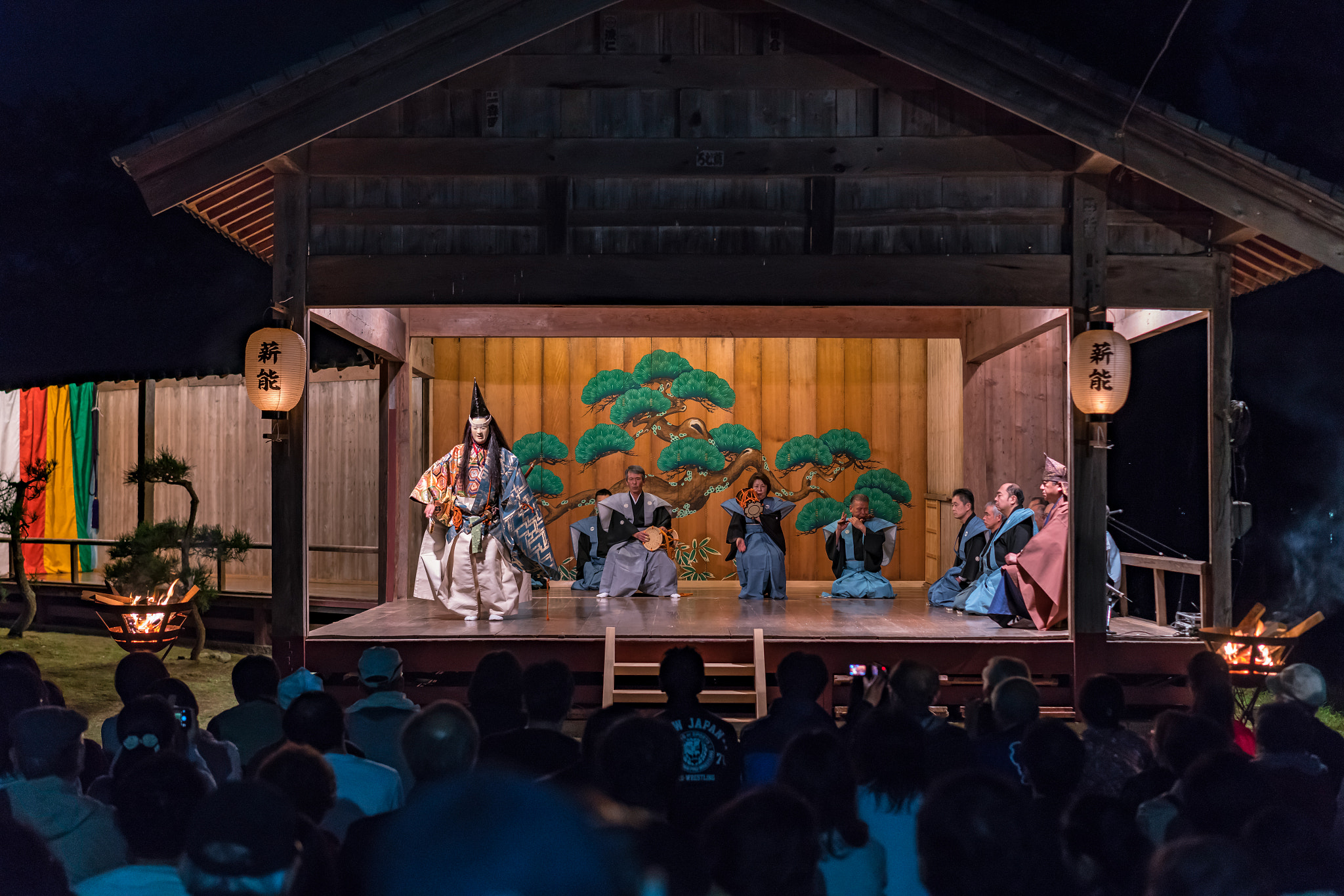
Representación de una obra de teatro no en Sado (Japón).
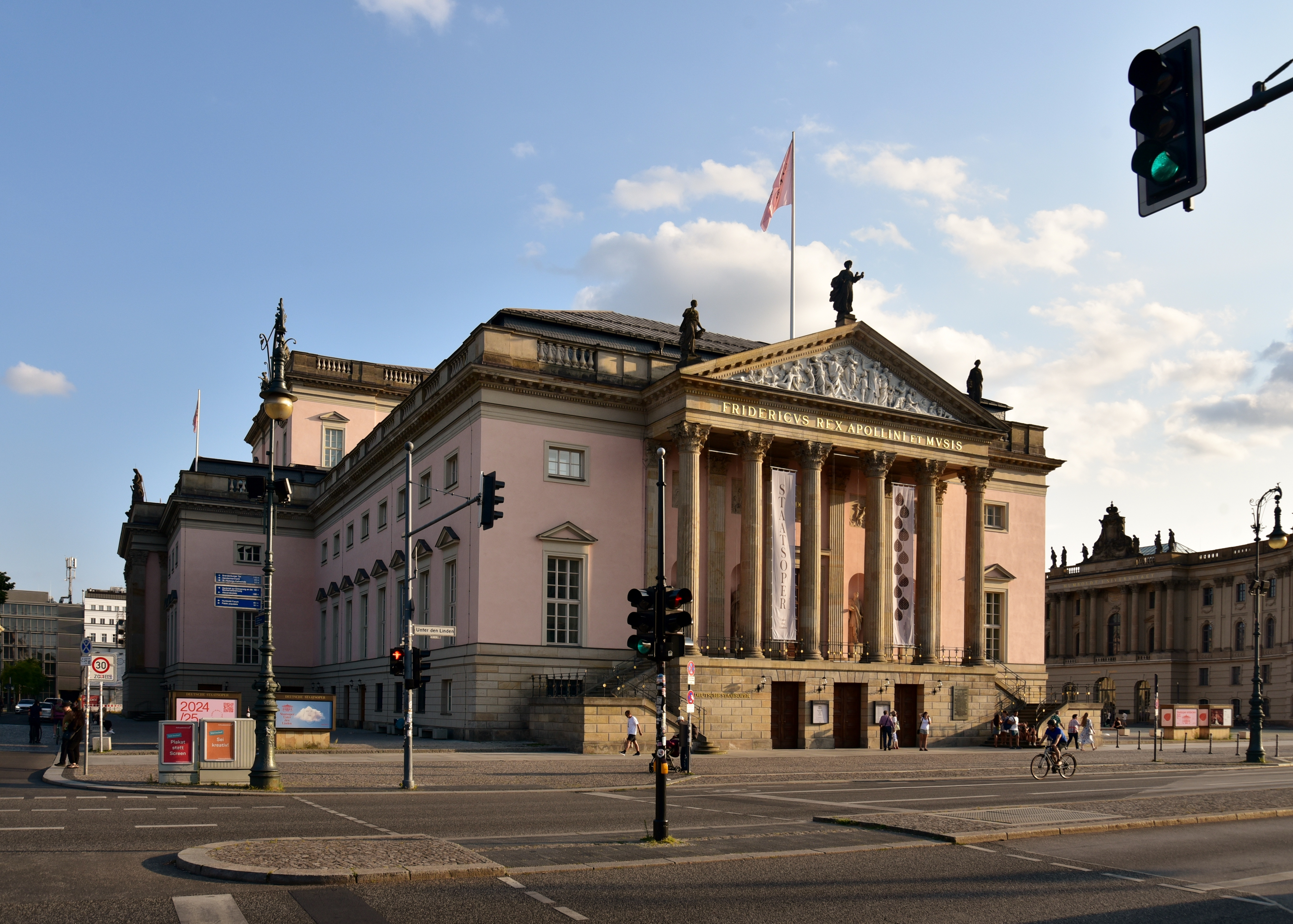
Staatsoper Unter den Linden (Berlín).
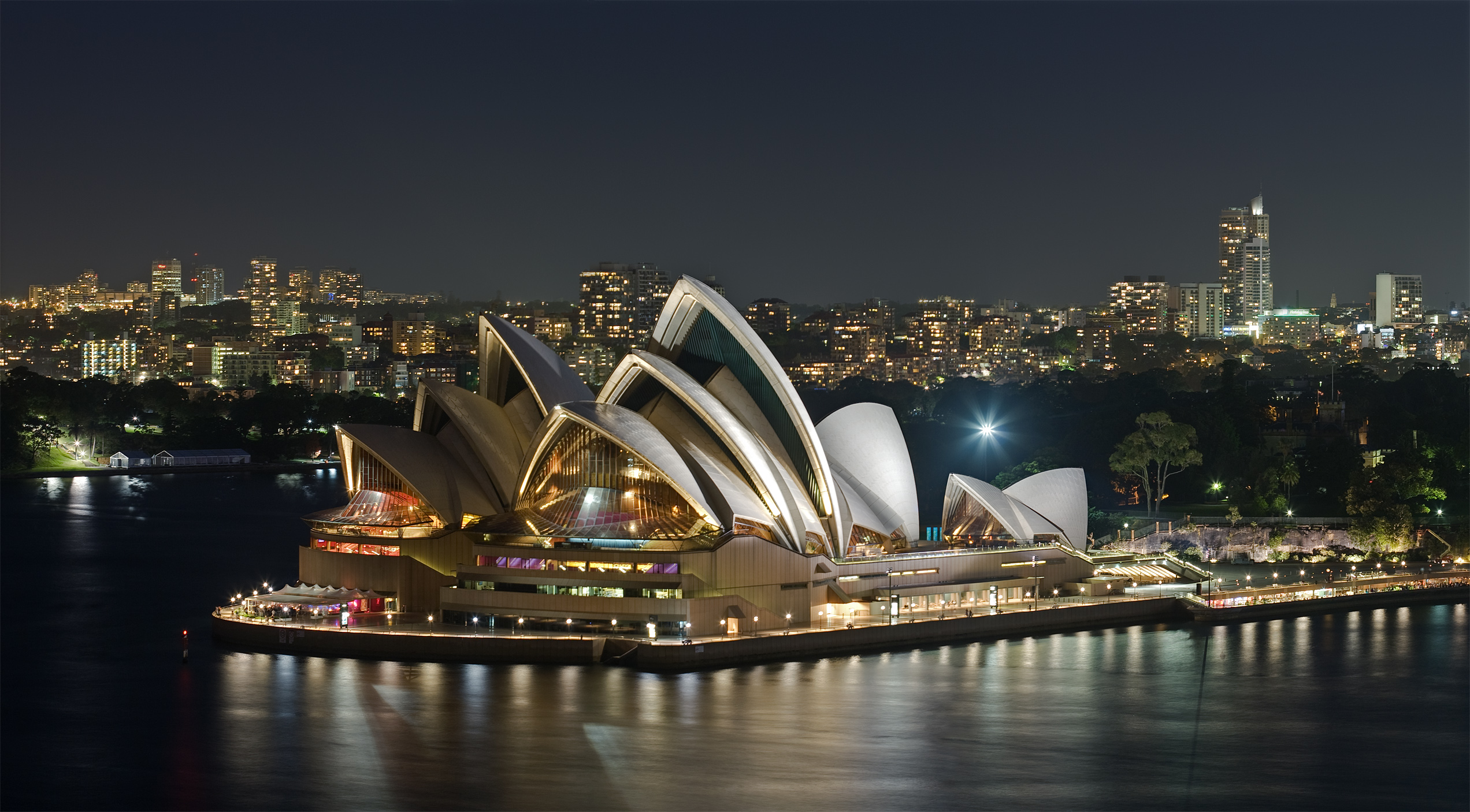
Ópera de Sidney.
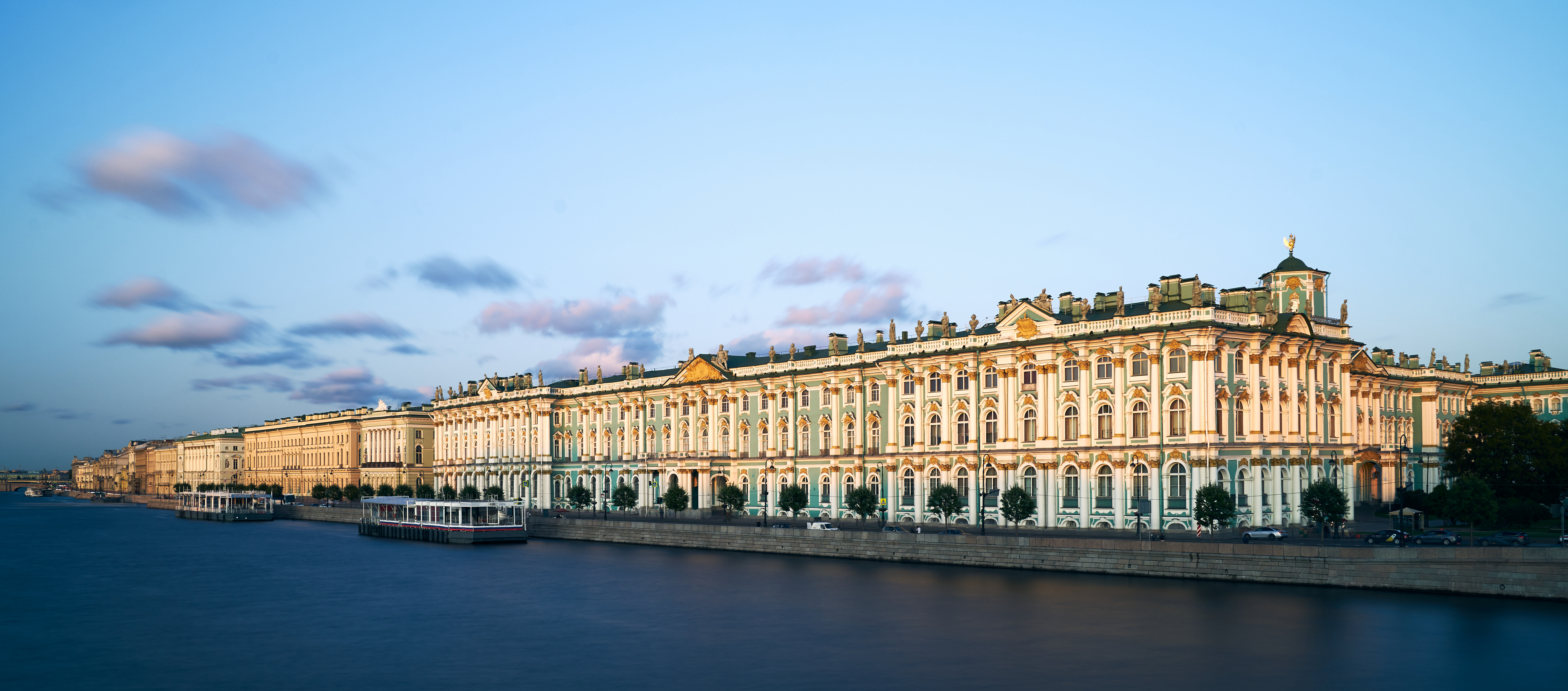
Complejo de instituciones culturales del Hermitage (San Petersburgo).